# سربرهنه
سربرهنه ( ‎/ˌsaɪloʊˈsaɪbi/‎ SY-loh-SY-bee )  سرده قارچ گیلد است که در سراسر جهان رشد می‌کند و در خانواده Hymenogastraceae قرار دارد. تقریباً همه‌ی گونه‌ها حاوی ترکیبات روانگردان Psilocybin ،Psilocin و Baocystin هستند.

## اشتقاق لغات
کلمه Psilocybe از کلمات یونانی ψιλός + κύβη  و در لغت به معنای "سر برهنه" است و اشاره به پوسته قابل جدا شدن قارچ (پوست شل بالای کلاه) دارد.

## شرح

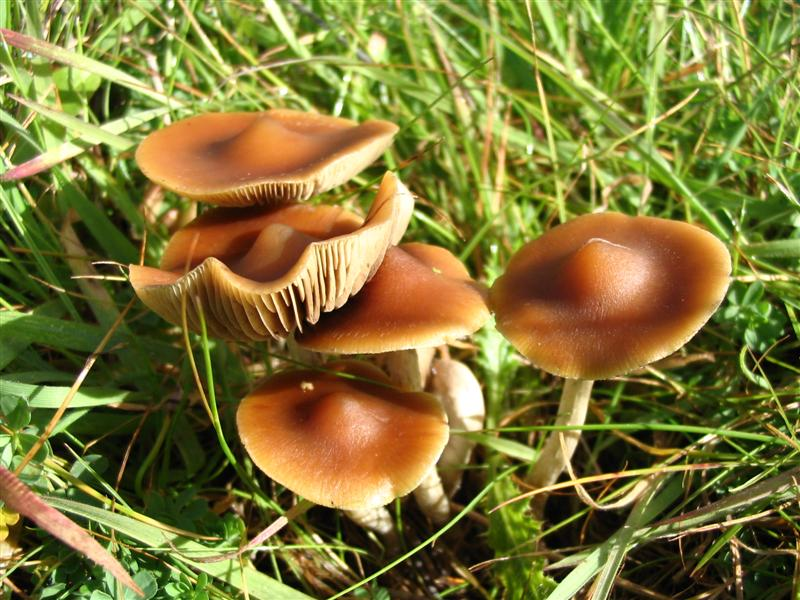
P. subaeruginosa ، استرالیا

بدن میوه سربرهنه معمولا کوچک و از نظر مورفولوژی، ظاهر آن معمولی و  رنگ آن کمی قهوه ای است. از نظر ماکروسکوپی، آنها با اندازه‌ی کوچک تا گاهی متوسط، رنگ قهوه ای تا زرد مایل به قهوه ای، با کلاهک معمولاً رطوبت دار و رنگ چاپ اسپور که از قهوه ای یاس بنفش تا قهوه ای بنفش تیره (البته انواع رنگ زرد قهوه ای زنگ زده) مشخص می شود.  در گونه های توهم زا به طور معمول، آنهایی که بدن کبود رنگی دارند، پس از مصرف واکنش رنگ آمیز آبی دارند. از نظر زیست محیطی ، همه گونه های Psilocybe گل ساپروتروف هستند و در انواع مختلف مواد آلی در شرایط پوسیدگی رشد می کنند. 

## طبقه بندی

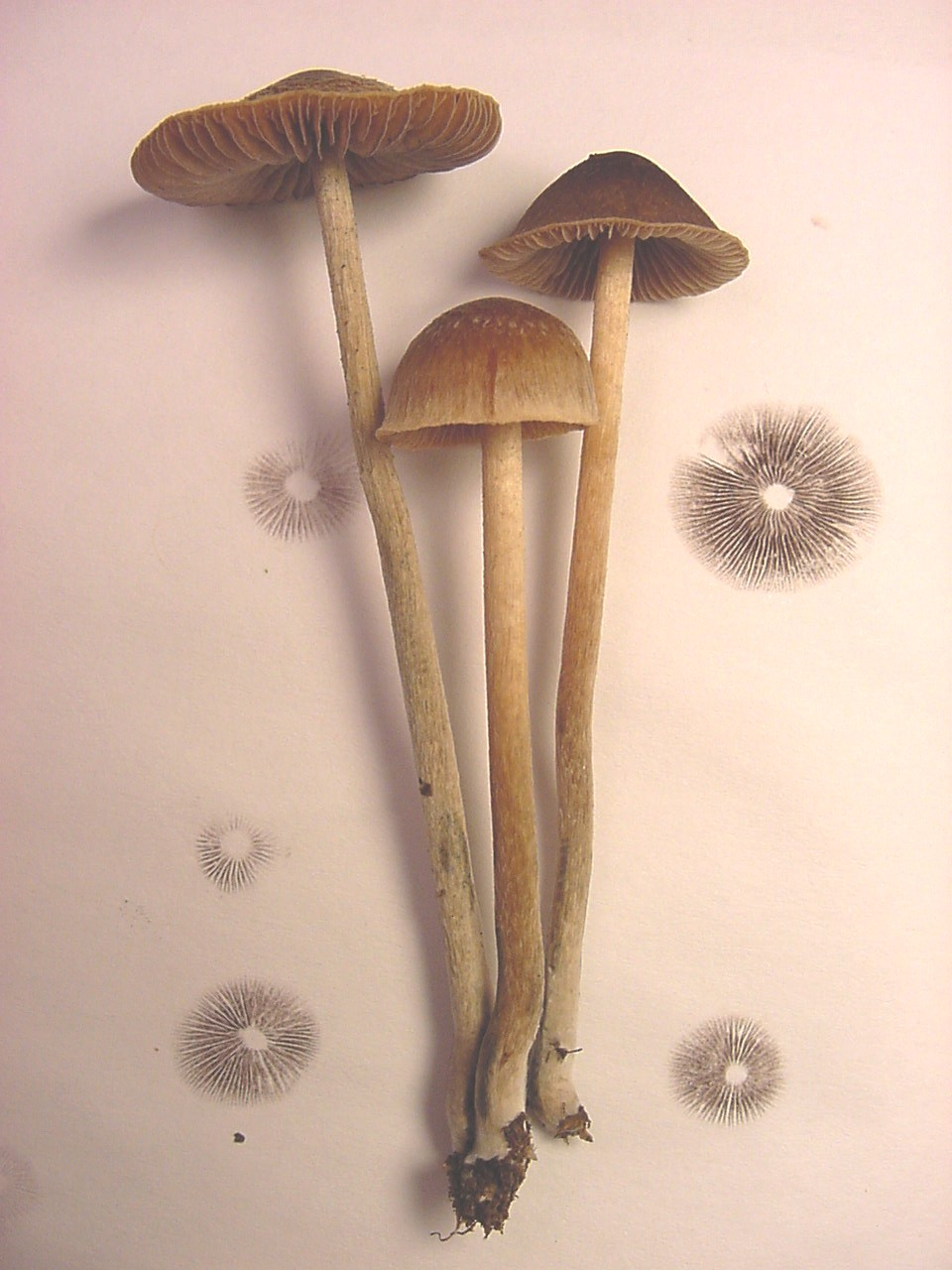
Psilocybe tampanensis با چاپ اسپور

مطالعه ای در سال 2002 میلادی، در مورد فیلوژنی مولکولی آگاریک‌ها  نشان داد که تیره Psilocybe همانطور که در آن زمان تعریف شد، چند پولیتیک است و در دو لایه مجزا قرار می گیرد که ارتباط مستقیمی با یکدیگر ندارند. گونه های توهم زا که دارای رنگ آمیزی آبی هستند، یکی از کلادها را تشکیل می دهند و گونه های دیگر غیر آبی هستند. گونه قبلی نوع ( Psilocybe montana) از تیره در کلاد غیر بلوژ قرار داشت، اما در سال 2010 نوع گونه‌ای به نام  Psilocybe semilanceata، به عضوی از تیغ بلوند تغییر یافت. یک مطالعه فیلوژنتیک مولکولی در سال 2006 توسط ماتنی و همکارانش در مورد Agaricales بیشتر نشان داد که جدا شدن تیغه های آبی و غیر بلوز از Psilocybe در یک دسته بزرگ تر قرار می‌گیرد.